# Festival de musique

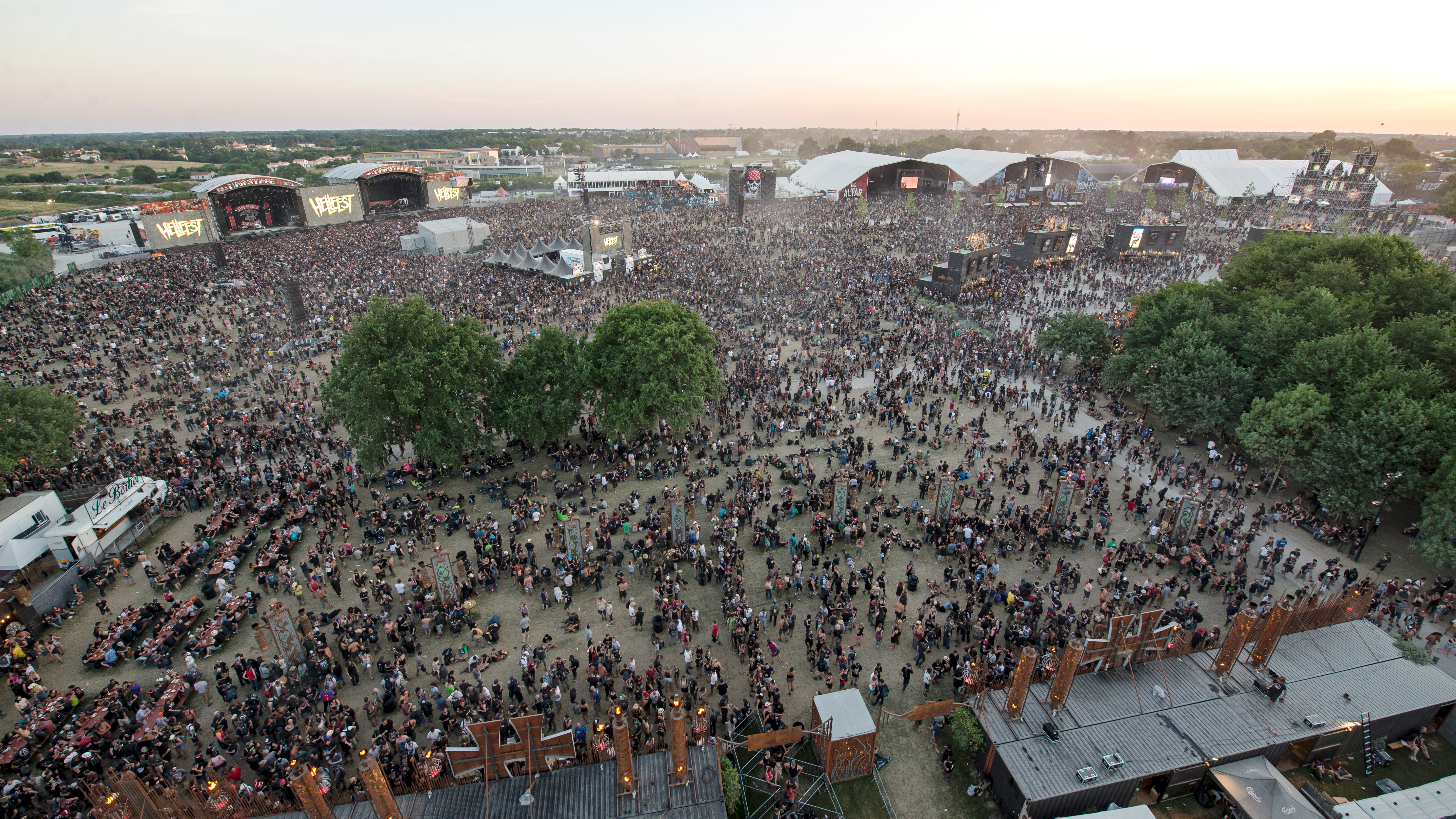
Le Hellfest, un des plus gros festival de heavy metal d'Europe, à Clisson (France), ici en 2017.

Un festival de musique est une manifestation artistique annuelle ou ponctuelle pouvant se dérouler sur plusieurs jours durant lesquels des artistes évoluent selon un programme ou une thématique définis. Les festivals de musique sont généralement organisés pour promouvoir un artiste, un genre musical, un instrument, etc.

## Histoire

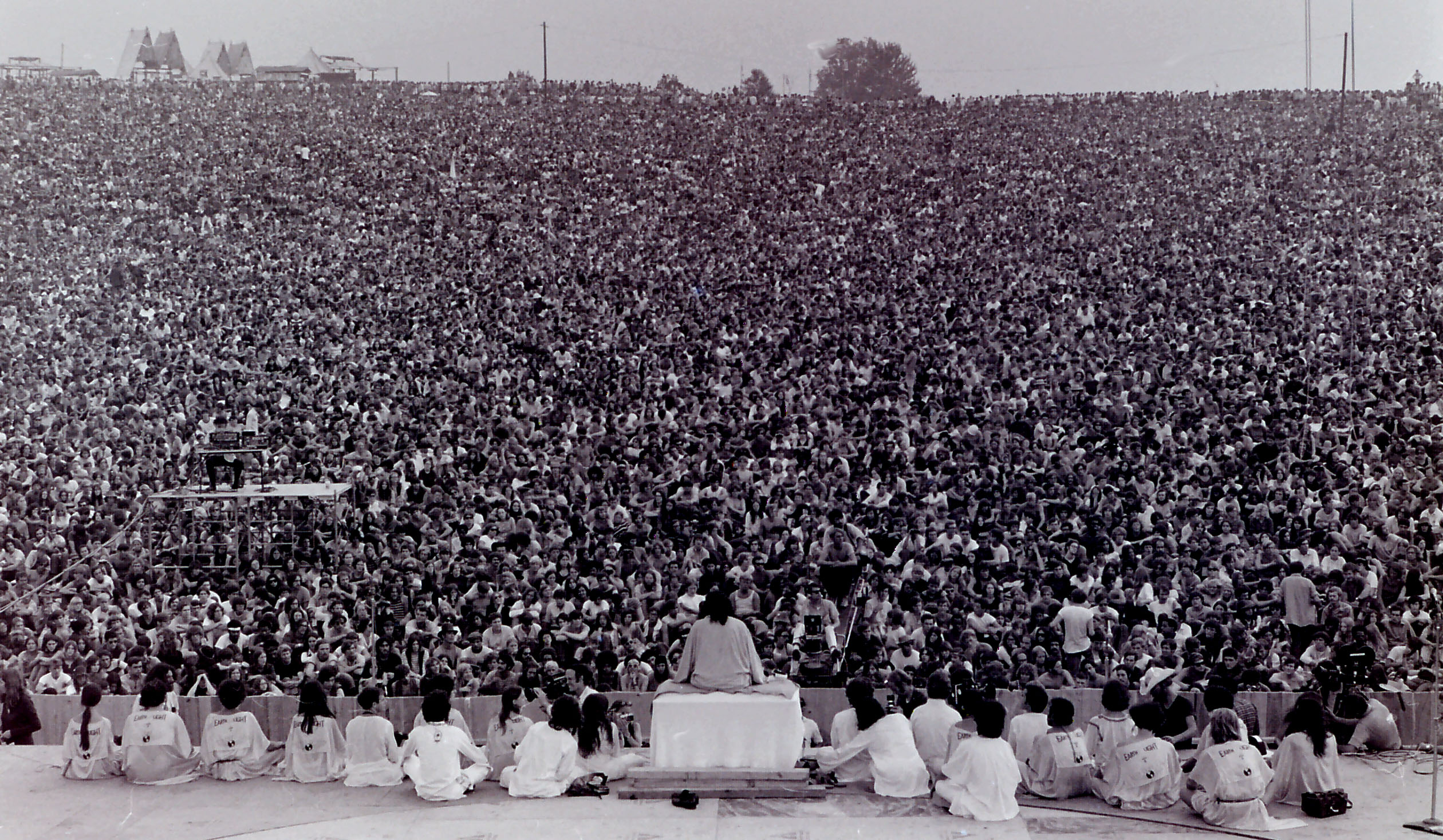
Ouverture du festival de Woodstock en 1969.

Les premiers festivals de musique concernent la musique savante. Le terme de festival apparaît dans le Nord de la France en 1829 et est lié au mouvement orphéonique, fête musicale populaire à vocation charitable et politique qui progressivement s'annualise et se laïcise[réf. nécessaire]. Le premier festival international est créé en 1876 par Richard Wagner à Bayreuth en Allemagne. Par la suite en France, le sud est propice à des manifestations faisant venir la bourgeoisie et la noblesse de tout le pays, comme à Orange et à Béziers. Conçu par le mécène Castelbon de Beauxhostes en accord avec les édiles de la ville, le festival des Arènes de Béziers monte des spectacles grandioses cherchant à associer les formations musicales savantes et populaires (orphéons et orchestres d'harmonie). Fauré, Saint-Saëns et Séverac composeront des musiques de scène spécialement pour les productions de Béziers.
Les guerres mondiales donnent l'occasion aux festivals d'associer les échanges artistiques à la promotion de l'idéal de la paix. Les festivals de musique populaire moderne sont des festivals de jazz puis de chanson comme le Festival de Sanremo créé en 1951 qui inspire le Concours Eurovision de la chanson et les festivals de musique pop des années 1960-1970 (festival de Woodstock, festival de Monterey, festivals rocks de Biot (Popanalia) et d'Aix-en-Provence, Festival Music Evolution au Bourget en 1970, en France).
Dans les années 1990 aux Pays-Bas, le genre connaît un développement particulier avec les « events », soirées commerciales organisées sur le thème de la musique électronique, d'abord techno hardcore puis de tout type. Ces festivals mettent l'accent sur les moyens techniques (vidéo, son, pyrotechnie) et les services aux visiteurs (restauration, boutiques, attractions foraines parfois).
Les femmes sont parfois harcelées dans les festivals de musique, où il peut y avoir insultes, attouchements ou même viols.

## Répartition géographique

### France

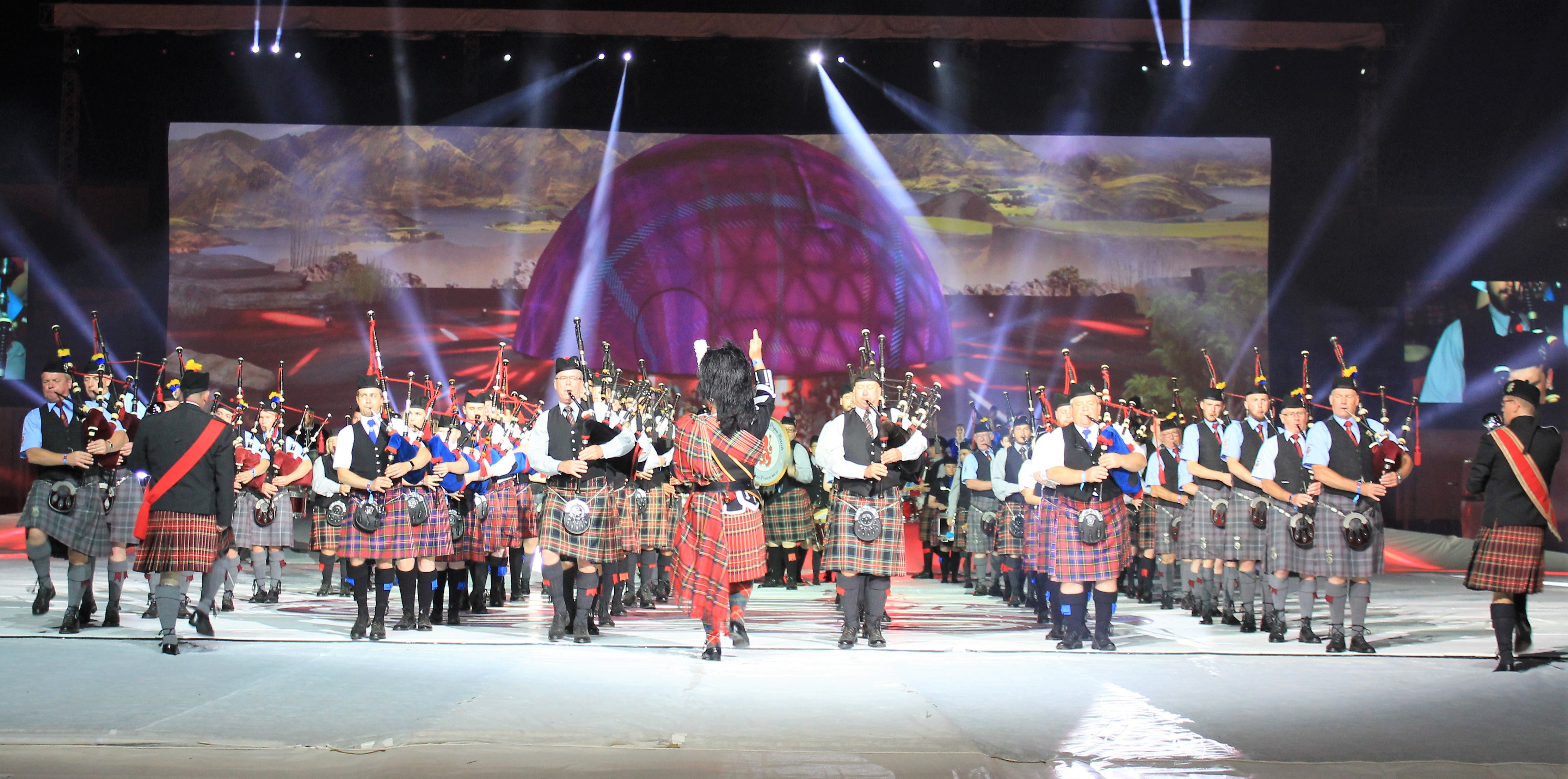
Festival interceltique de Lorient, 2017.

Tous festival confondus, en 2019, les deux plus gros festivals musicaux sont le festival interceltique de Lorient et la fête de l'Humanité ; ce dernier compte comme record le chiffre de 266 667 personnes par jour en 2018. Les Vieilles Charrues, Solidays, le Hellfest et Electrobeach arrivent ensuite, avec des chiffres entre 150 000  et   225 000 participants, sur plusieurs jours cumulés, pour la saison 2017, voire plus les années suivantes. Le trio de tête des régions qui concentrent le plus de festivals est tenu par l'Auvergne-Rhône-Alpes, l’Île-de-France, puis le Languedoc-Roussillon-Midi-Pyrénées. Outre Solidays, de nombreux événements tels We Love Green, Lollapalooza ou Rock en Seine ont lieu à Paris ; la Bretagne compte à elle seule une quinzaine de festivals majeurs.

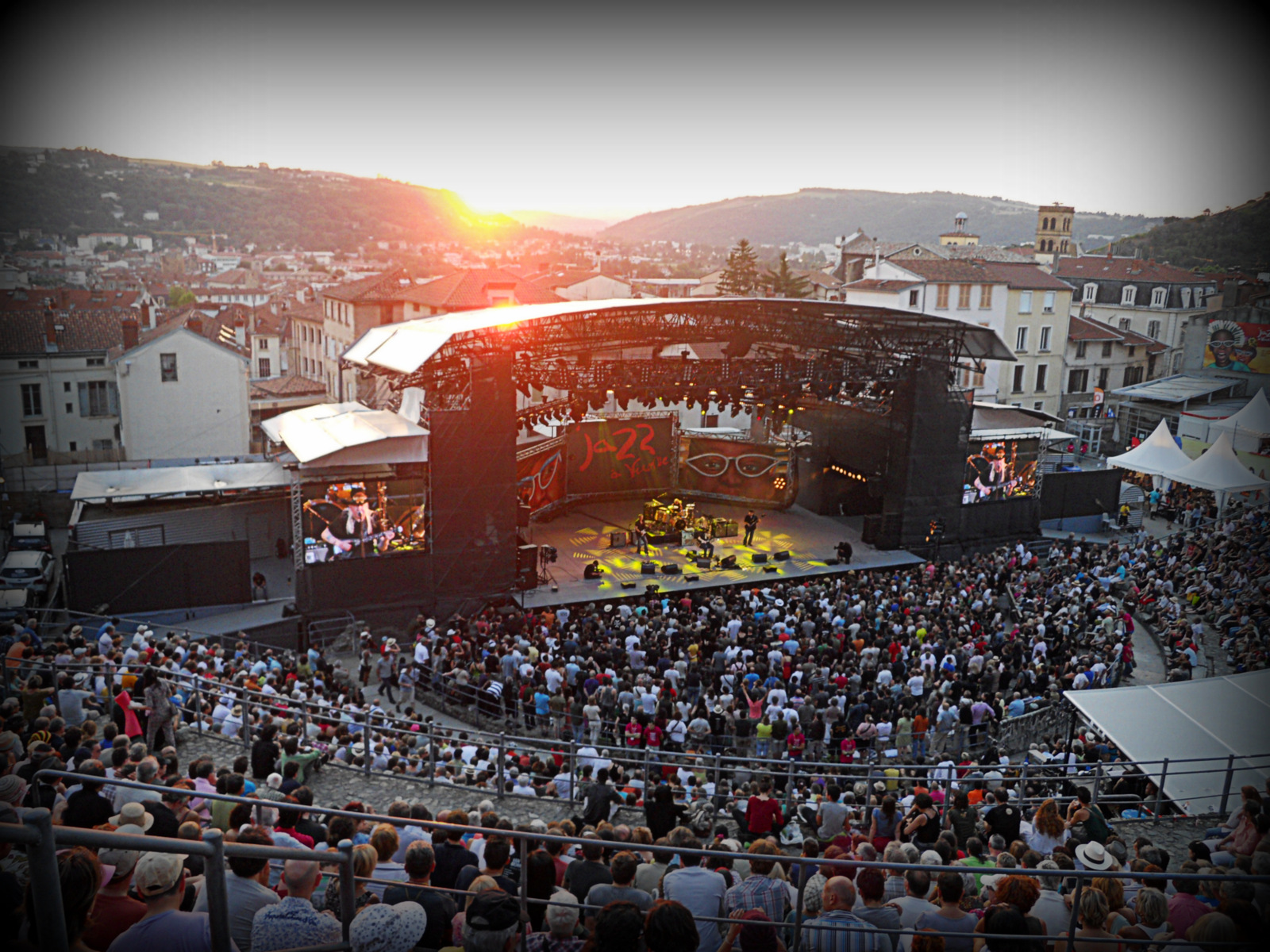
Festival Jazz à Vienne 2013.

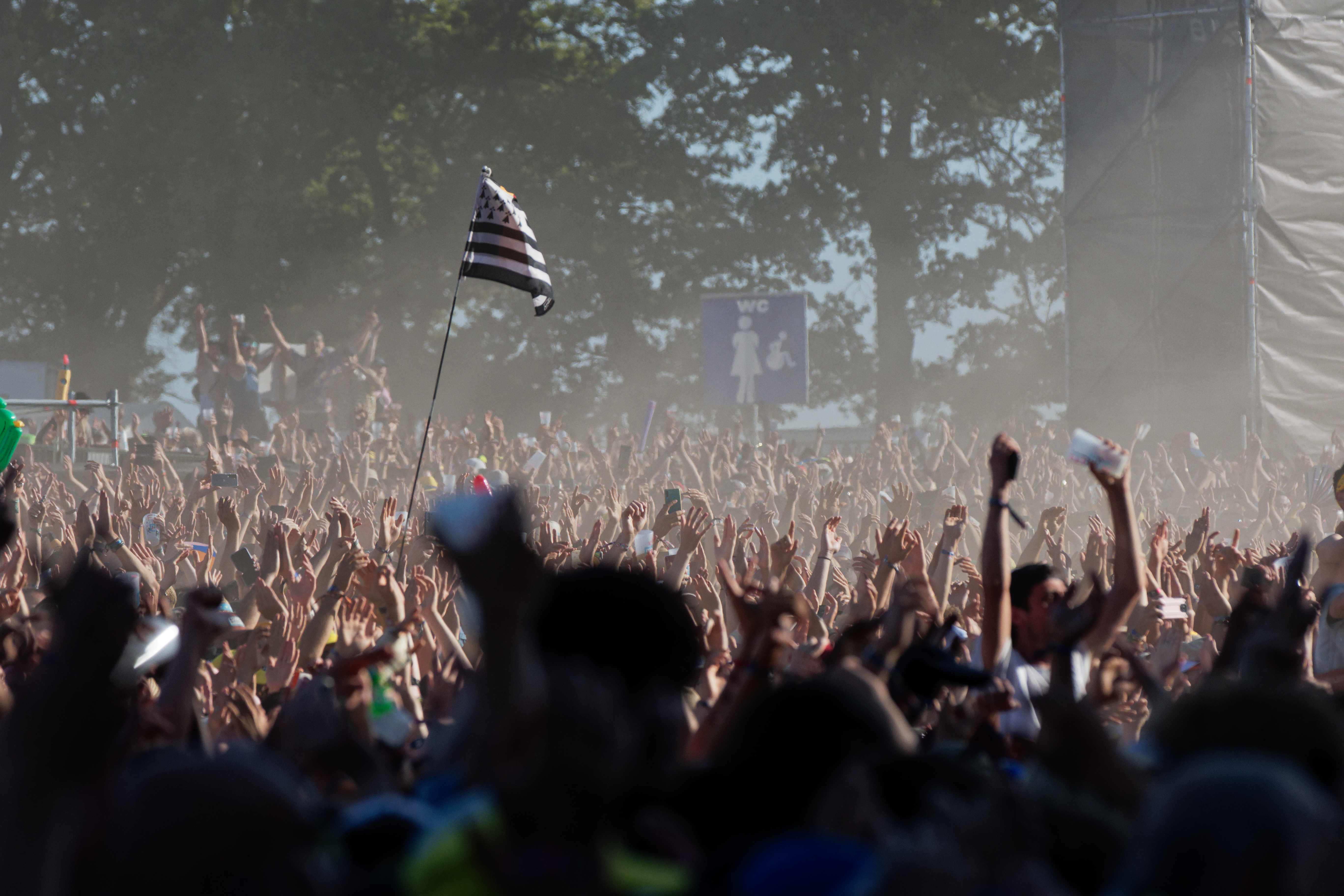
Drapeau breton au festival des Vieilles Charrues 2022.

L'ensemble pop-rock-electro occupe un tiers des festivals organisés nationalement, suivis du jazz-blues puis les festivals multi-genres,. Ceux-ci touchent environ un français sur dix. Post-Covid, la France compte plus de 7 000 festivals de « spectacle vivant », avec une fréquentation globalement en hausse, même si certains évènements souffrent : malgré la baisse des subventions publiques dans les années 2010 et alors que pratiquement les trois-quarts de ces événements sont organisés par des associations, le nombre de festival ne cesse d'augmenter et, au milieu des années 2010, la Sacem recense 1 800 festivals de « musiques actuelles » partout en France. Devant les difficultés, surtout réglementaires mais également financières, à organiser de tels rassemblements, plusieurs festivals jettent l'éponge ; pourtant le nombre de créations reste lui aussi annuellement important et en progression, : « le taux de mortalité des festivals a augmenté […] mais leur taux de natalité est resté supérieur », jusqu'à risquer une « saturation du public ». Depuis le début des années 2000, « la fréquentation augmente chaque année. » Beaucoup de grands festivals affichant de plus en plus souvent « complet », les revenus de billetterie viennent compenser ces restrictions budgétaires étatiques. En parallèle de la baisse des soutiens financiers étatiques, les coûts de sécurité explosent depuis les attentats de fin 2015.
Pour les labels discographiques et face à la chute des ventes de disques qui débute vers les années 2000, c'est devenu un outil de promotion indispensable et une source primordiale de revenus pour les artistes, plusieurs n'hésitant pas à multiplier leurs cachets par deux ou trois. Les organisateurs professionnels, à l'image du leader Live Nation, plus modestement le français Alias Production, ou encore le groupe Vivendi (Déferlantes, Garorock), se développent année après année, avec parfois en parallèle la commercialisation des tickets avec leurs propres filiales et la gestion de carrières des artistes. Les deux géants américains, que sont Live Nation et AEG, se livrent d'ailleurs à une concurrence féroce sur le territoire français, entraînant une surenchère où les cachets des artistes prennent une part de plus en plus considérable dans le budget des festivals, alternant les artistes établis avec les stars de l'année. Ainsi, le Hellfest paye trois millions d'euros en 2022 pour avoir Metallica sur scène. Mais, en plus des cachets des artistes, l'envolée des coûts d'organisation et le manque de main-d’œuvre vient aussi compliquer la tâche des organisateurs, qui parfois n'arrivent pas à équilibrer les comptes malgré un taux de remplissage élevé.
Le monde associatif, présent historiquement sur ce secteur d'activité, s'inquiète de cette envolée des tarifs : « ces multinationales risquent de créer un oligopole ». car « on est passé à l'ère du business entre grands groupes, souvent américains, qui se livrent une guerre sans merci » précise le directeur du Printemps de Bourges. Même Jack Lang l'ancien ministre de la Culture fait remarquer « l'invasion des multinationales américaines sur la vie musicale française ». Au-delà du montant du cachet, les anciennes associations établies dans le domaine cherchent à mettre en avant un certain art de vivre à la française et leurs relations historiques pour compléter leurs têtes-d'affiches dans ce système devenu concurrentiel. Des sources de revenus complémentaires sont exploitées comme l'amélioration des offres de restaurations ou le mécénat qui occupe une part croissante du financement, venant d'entreprises ou de particuliers.

### Belgique

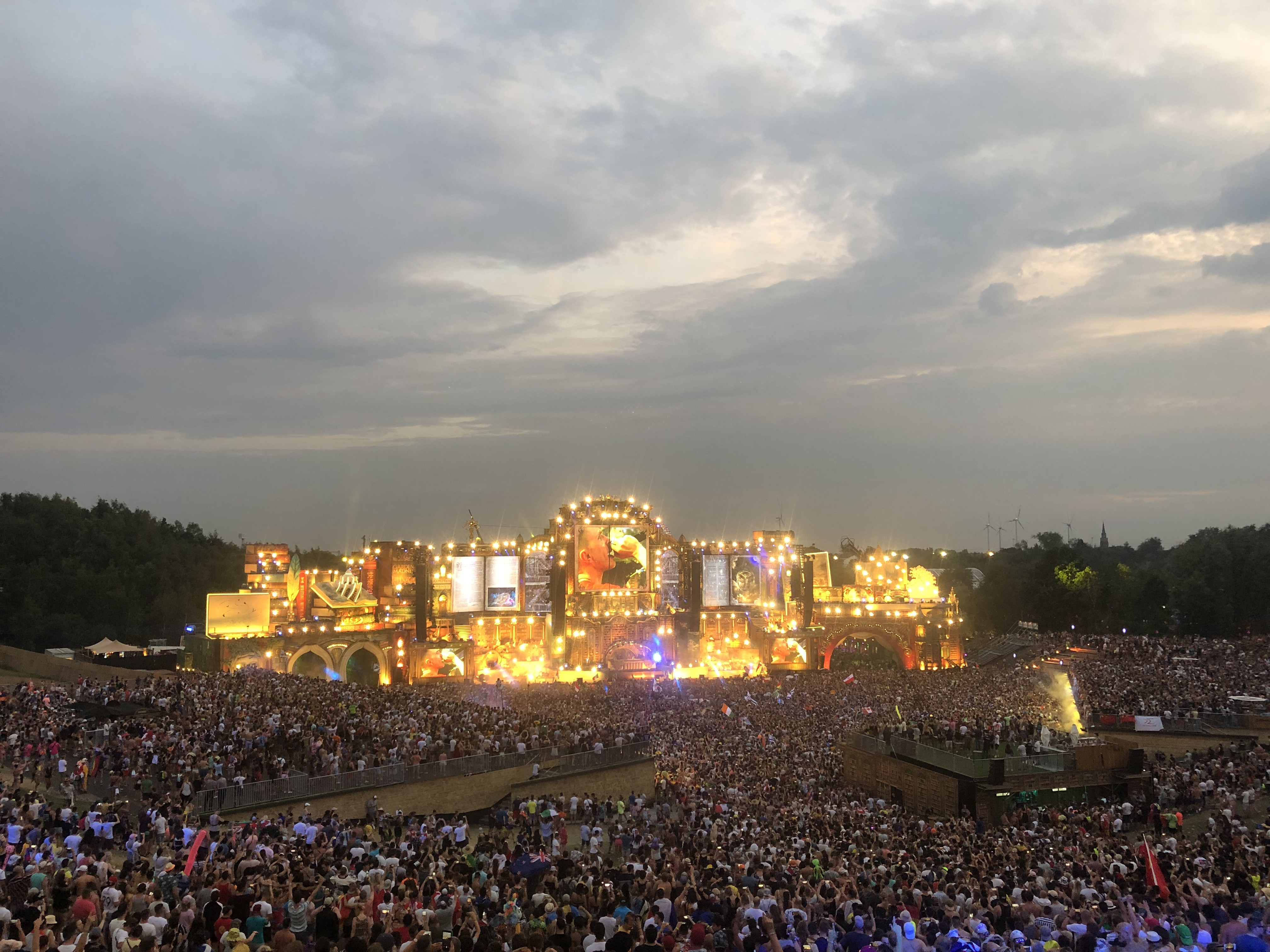
Tomorrowland en 2019.

Le premier festival de jazz en plein air est créé en 1959 à Comblain-la-Tour. Jusqu'en 1966 il a notamment accueilli Chet Baker, John Coltrane ou encore Nina Simone et est reconnu en Europe,. L'événement est relancé en 2009.
En 1965 débute le Jazz Bilzen, premier festival à mélanger les genres musicaux en programmant de la pop et du jazz. Il restera en activité jusqu'en 1981.
Le Rock Werchter, devenu aujourd'hui l'un des plus gros festivals de rock naît en 1975.
Les années 1980 marquent un tournant avec notamment le Pukkelpop ou le Dour Festival où les programmations s'ouvrent à plus de genres musicaux.
La Belgique est le pays qui compte le plus de festivals par habitants. 400 sont recensés en 2023, ce qui rapporté à sa population est plus élevé que la France, l'Allemagne ou l'Espagne.
Tomorrowland, Rock Werchter, Dour Festival ou encore Les Ardentes sont considérés comme les plus gros festivals de musique dans le pays.

## Plus grands festivals

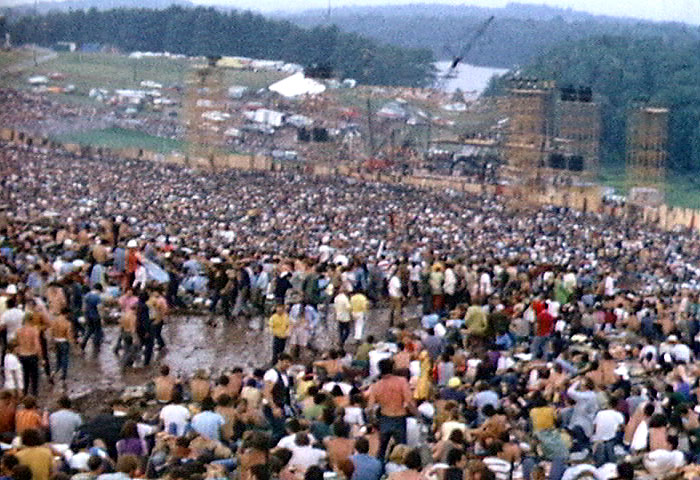
Festival de Woodstock (1969)

La liste des plus grands festivals est toujours sujette à caution, vu la difficulté à dénombrer les grandes foules dans les festivals gratuits, le nombre de fraudeurs quand le festival est payant et/ou la fiabilité des chiffres donnés par les organisateurs.
Le festival gratuit Donauinselfest sur l'île du Danube à côté de Vienne en Autriche a rassemblé 3,2 millions de festivaliers en 2013 et est listé comme le plus grand festival en plein air du monde par MTVIggy.com. Il propose 2 000 groupes sur 21 scènes pendant trois jours. Un grand festival dont le nombre de participants suscite la polémique est le festival Mawazine à Rabat au Maroc qui revendique 2,5 millions de spectateurs sur neuf jours. Le livre Guinness des records cite le Summerfest du Wisconsin aux États-Unis comme le plus grand festival du monde. Existant depuis les années 1960, il se déroule sur onze jours et rassemble entre 800 000 et 1 000 000 de personnes chaque année sur 30 ha. Le festival interceltique de Lorient a rassemblé 800 000 personnes en aout 2019 sur 10 jours. La première édition de Rock in Rio à Rio de Janeiro au Brésil en 1985 a rassemblé quelque 1,4 million de personnes tandis que les éditions ultérieures se sont stabilisées à 700 000 au Brésil et 350 000 à Lisbonne. Alors que le mythique festival de Woodstock d'août 1969 avait fait sensation avec environ 450 000 festivaliers, il a réuni 700 000 personnes en 2011. En août 1970, 600 000 à 700 000 personnes ont assisté au festival de l'Ile de Wight. Un autre rassemblement musical en plein air de plus de 500 000 festivaliers est le festival de musique et d'arts de la vallée de Coachella en Californie.

### Festivals à forte renommée
Plusieurs festivals dans le monde disposent d'une renommée qui dépasse largement les frontières du pays d'accueil, tels que Coachella ou Tomorrowland par exemple.

## Festivals frauduleux
En 2017, le Fyre Festival est acclamé comme étant le plus grand festival américain avec une promotion faite par des mannequins, des têtes d'affiches célèbres mais le jour de l'ouverture, le festival est une catastrophe et est annulé immédiatement pour faute de moyens mis en place à temps. Deux ans plus tard, en 2019, en Belgique, le festival VestiVille est vendu comme étant le plus grand festival d'Europe, dépassant Tomorrowland ; il est annulé le jour de l'ouverture, car rien n'est prévu à temps, tout comme le Fyre Festival.